# Oscar 1995

A 67.ª Entrega dos Prêmios da Academia, também conhecida como Oscar 1995, foi um cerimônia realizada no ano de 1995, visando prestigiar os melhores filmes de 1994. A cerimônia teve lugar no Shrine Auditorium, Los Angeles no dia 27 de março, sendo apresentada pelo comediante David Letterman.

## Indicados e Vencedores

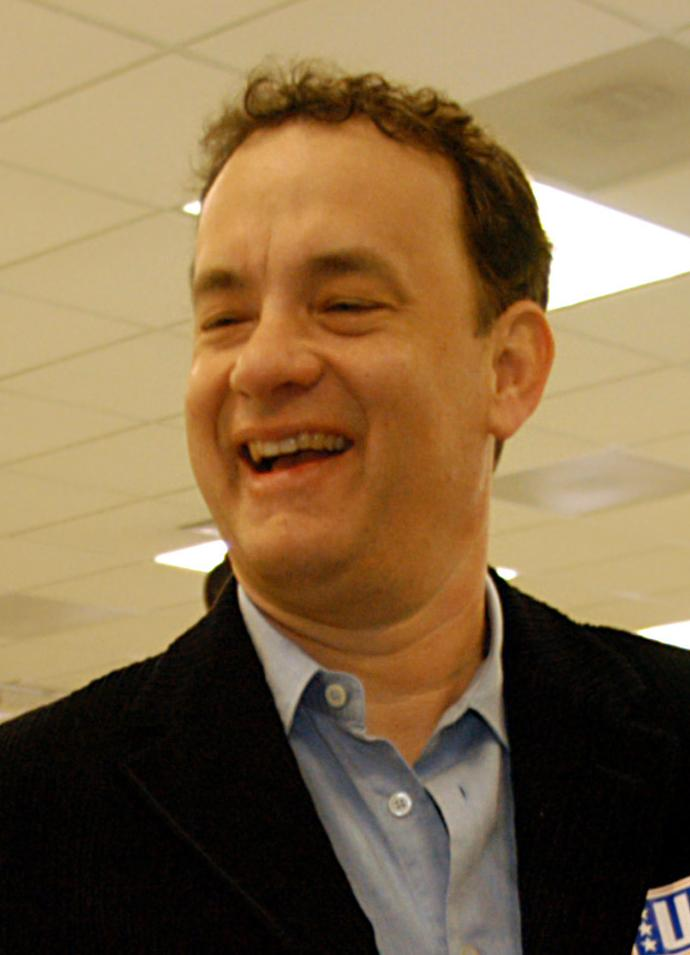
Tom Hanks recebeu em 1995, pela segunda vez, o Óscar de Melhor Actor, pela actuação em Forrest Gump.

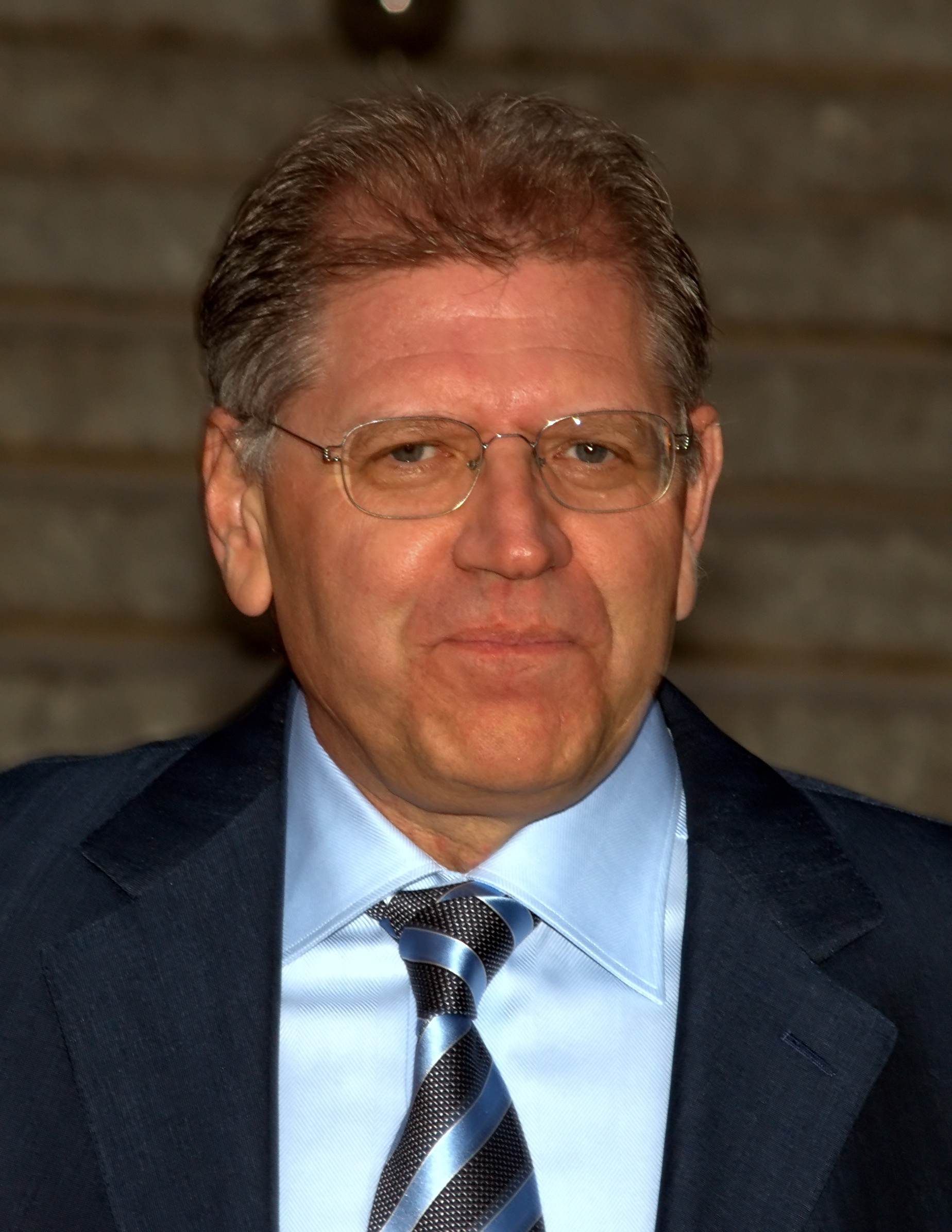
Robert Zemeckis recebeu o Óscar de Melhor Realizador por Forrest Gump.

### Melhor Filme
- Forrest Gump - O Contador de Histórias
- Quatro Casamentos e um Funeral
- Pulp Fiction
- Quiz Show
- Um Sonho de Liberdade

### Melhor Ator
- Tom Hanks em Forrest Gump - O Contador de Histórias
- Nigel Hawthorne em The Madness of King George
- Paul Newman em Nobody's Fool
- John Travolta em Pulp Fiction
- Morgan Freeman em Um Sonho de Liberdade

### Melhor Atriz
- Jessica Lange em Blue Sky
- Susan Sarandon em The Client
- Winona Ryder em Little Women
- Jodie Foster em Nell
- Miranda Richardson em Tom & Viv

### Melhor Ator Coadjuvante/secundário
- Martin Landau em Ed Wood
- Chazz Palminteri em Bullets Over Broadway
- Gary Sinise em Forrest Gump - O Contador de Histórias
- Samuel L. Jackson em Pulp Fiction
- Paul Scofield em Quiz Show

### Melhor Atriz Coadjuvante/secundária
- Dianne Wiest em Bullets Over Broadway
- Jennifer Tilly em Bullets Over Broadway
- Helen Mirren em The Madness of King George
- Uma Thurman em Pulp Fiction
- Rosemary Harris em Tom & Viv

### Melhor Diretor
- Robert Zemeckis em Forrest Gump - O Contador de Histórias
- Woody Allen em Bullets Over Broadway
- Quentin Tarantino em Pulp Fiction
- Robert Redford em Quiz Show
- Krzysztof Kieślowski em A Fraternidade é Vermelha

### Melhor Filme de Língua Estrangeira
- Sol Enganador (Rússia)
- Farinelli (Bélgica)
- Antes da Chuva (Macedônia)
- Comer, Beber, Viver (Taiwan)
- Morango e Chocolate (Cuba)

### Melhor Roteiro Original
- Quentin Tarantino e Roger Avary em Pulp Fiction
- Woody Allen, Douglas McGrath em Tiros na Broadway
- Peter Jackson, Fran Walsh em Almas Gêmeas
- Krzysztof Kieslowski em A Fraternidade é Vermelha
- Richard Curtis em Quatro Casamentos e um Funeral

### Melhor Roteiro Adaptado
- Eric Roth em Forrest Gump - O Contador de Histórias
- Alan Bennett em As Loucuras do Rei George
- Robert Benton em O Indomável - Assim é Minha Vida
- Paul Attanasio em Quiz Show - A Verdade dos Bastidores
- Frank Darabont em Um Sonho de Liberdade

### Melhor Figurino
- Priscilla, a Rainha do Deserto
- Little Women
- A Rainha Margot
- Maverick
- Tiros na Broadway

### Melhor Maquiagem
- Ed Wood
- Forrest Gump - O Contador de Histórias
- Frankenstein de Mary Shelley

### Melhor Montagem
- Forrest Gump - O Contador de Histórias
- Velocidade Máxima
- Um Sonho de Liberdade
- Pulp Fiction: Tempo de Violência
- Basquete Blues

### Melhor Efeitos Visuais
- Forrest Gump - O Contador de Histórias
- O Máskara
- True Lies

### Melhor Fotografia
- Lendas da Paixão
- Wyatt Earp
- Forrest Gump - O Contador de Histórias
- Um Sonho de Liberdade
- A Fraternidade é Vermelha

### Melhor Som
- Velocidade Máxima
- Um Sonho de Liberdade
- Perigo Real e Imediato
- Forrest Gump - O Contador de Histórias
- Lendas da Paixão

### Melhor Trilha Sonora
- O Rei Leão
- Little Women
- Forrest Gump - O Contador de Histórias
- Um Sonho de Liberdade
- Entrevista com o Vampiro

### Melhor Canção Original
- Can You Feel the Love Tonight em O Rei Leão
- Circle of Life em O Rei Leão
- Hakuna Matata em O Rei Leão
- Look What Love Has Done em Junior
- Make Up Your Mind em O Jornal

### Melhor Direção de Arte
- As Loucuras do Rei George
- Lendas da Paixão
- Forrest Gump - O Contador de Histórias
- Tiros na Broadway
- Entrevista com o Vampiro

### Melhor Efeitos Sonoros
- Velocidade Máxima
- Perigo Real e Imediato
- Forrest Gump - O Contador de Histórias